# Jaime Pizarro
Jaime Augusto Pizarro (Santiago de Chile, 2 maart 1964) is een voormalig profvoetballer uit Chili, die na zijn actieve loopbaan het trainersvak instapte. Hij speelde als middenvelder, en werd tweemaal uitgeroepen tot Chileens voetballer van het jaar: 1987 en 1988.

## Clubcarrière
Pizarro speelde zestien jaar seizoenen profvoetbal; niet alleen in Chili, maar ook in Ecuador, Argentinië en Mexico. Hij beëindigde zijn loopbaan in 1999. Pizarro werd zesmaal landskampioen met Colo-Colo.

## Interlandcarrière
Pizarro speelde 53 officiële interlands voor Chili in de periode 1986-1993, en scoorde drie keer voor de nationale ploeg. Hij maakte zijn debuut in de vriendschappelijke uitwedstrijd tegen Brazilië (1-1) op 7 mei 1986 in Curitiba, net als Jaime Vera, Mariano Puyol, Fernando Astengo en Ivo Basay. Pizarro nam met Chili onder meer deel aan vier opeenvolgende edities van de Copa América: 1987, 1989, 1991 en 1993.
| Interlanddoelpunten | Interlanddoelpunten | Interlanddoelpunten | Interlanddoelpunten | Interlanddoelpunten | Interlanddoelpunten | Interlanddoelpunten | Interlanddoelpunten |
| #                   | Datum               | Locatie             | Wedstrijd           | Goal(s)             | Score               | Uitslag             | Wedstrijd           |
| ------------------- | ------------------- | ------------------- | ------------------- | ------------------- | ------------------- | ------------------- | ------------------- |
| 1                   | 19/06/1989          | Montevideo          | Uruguay – Chili     | 66'                 | 2 – 1               | 2 – 2               | Oefenduel           |
| 2                   | 08/07/1989          | Goiana              | Chili – Bolivia     | 68' (pen.)          | 4 – 0               | 5 – 0               | Copa América        |
| 3                   | 09/06/1993          | Quito               | Ecuador – Chili     | 23'                 | 0 – 1               | 1 – 2               | Oefenduel           |

## Erelijst
Colo-Colo
- Primera División de Chile: 1983, 1986, 1989, 1990, 1991, 1993
- Copa Chile: 1982, 1985, 1988, 1989, 1990
- CONMEBOL Libertadores: 1991
- Copa Interamericana: 1991
- CONMEBOL Recopa: 1992

 Universidad Católica
- Primera División de Chile: Apertura 1997